# Walter Graiño
Walter Graiño Acerenza (Montevideo, Uruguay, 27 de octubre de 1943 - ibidem, 11 de marzo de 2023) fue un arquitecto y político uruguayo, quien se desempeñó como el primer subsecretario (viceministro) del Ministerio de Vivienda, Ordenamiento Territorial y Medio Ambiente desde la creación de la cartera en 1990 hasta 1992. 

## Primeros años
Nació en Montevideo el 27 de octubre de 1943.
Cursó estudios en la Facultad de Arquitectura de la Universidad de la República, donde se graduó como arquitecto en 1971.
Ejerció su profesión durante varias décadas, gerenciando y desarrollando distintos proyectos urbanísticos en Uruguay y Argentina.

## Actividad política

### Director en la Intendencia de Montevideo
Adherente al Partido Colorado, en la segunda mitad de la década de 1980 fue Director de Arquitectura y Urbanismo del Departamento de Planeamiento Urbano de la Intendencia de Montevideo,cargo en el que fue cesado a fines de 1987 por discrepancias con el entonces intendente Jorge Luis Elizalde.

### Subsecretario de Vivienda, Ordenamiento Territorial y Medio Ambiente
En mayo de 1990, al crearse el nuevo Ministerio de Vivienda, Ordenamiento Territorial y Medio Ambiente, el presidente Luis Alberto Lacalle y su recién designado ministro Raúl Lago nombraron a Graiño como el primer subsecretario de la flamante cartera.
Ocupó dicho cargo durante casi dos años.
En febrero de 1992 cesó junto con el ministro Lago al decidir los sectores no pachequistas del Partido Colorado abandonar el gabinete de Lacalle. José María Mieres Muró fue entonces designado como nuevo ministro y Julio César Baliño sucedió a Graiño en la subsecretaría.

## Actividad académica
En su juventud fue docente de la Facultad de Arquitectura de la Universidad de la República.
Posteriormente ejerció la docencia en la Facultad de Arquitectura de la Universidad ORT Uruguay, donde fue catedrático de Organización de Obras y Acondicionamientos,de Procedimientos Constructivos y docente de Introducción a la Construcción, Procedimientos Constructivos, Gestión de Obras y Organización de Obras.
En 2012 fue nombrado miembro suplente del Consejo Nacional de Innovación, Ciencia y Tecnología (CONICYT) por las universidades privadas.
Estuvo al frente de las publicaciones periódicas Catálogo general de la construcción y Revista técnica de la construcción.
En 2017, al cabo de su carrera profesional, presentó el libro de ciencia ficción Octoevolución en el que plantea en forma de ensayo su visión sobre la realidad planetaria y su evolución en el futuro.

## Vida personal. Fallecimiento
Era hijo de Manuel Graiño Varela, español, y de María Esther Acerenza Caggiano, uruguaya, quienes se casaran en 1941.
Contrajo matrimonio en 1971 con Ana Cristina Rainusso,con quien tuvo dos hijos, Leonardo Gastón y Miguel Angel Graiño Rainusso.
Walter Graiño Acerenza falleció en Montevideo el 11 de marzo de 2023, a los 79 años de edad.